# Andora na Igrzyskach Europejskich 2015
Andora na Igrzyskach Europejskich w Baku – grupa sportowców, którzy reprezentowali Andorę na Igrzyskach Europejskich 2015 w Baku. Kraj reprezentowało 31 sportowców biorących udział w 6 dyscyplinach.

## Skład reprezentacji
| Dyscyplina    | Mężczyźni | Kobiety | Łącznie |
| ------------- | --------- | ------- | ------- |
| Koszykówka    | 4         | 0       | 4       |
| Lekkoatletyka | 13        | 10      | 23      |
| Kolarstwo     | 1         | 0       | 1       |
| Judo          | 0         | 1       | 1       |
| Strzelectwo   | 0         | 1       | 1       |
| Pływanie      | 1         | 0       | 1       |
| Łącznie       | 19        | 12      | 31      |

## Wyniki

### Koszykówka 3x3
| Zawodnik                                                                                            | Faza grupowa      | 1/8 finału | 1/8 finału | Ćwierćfinał | Półfinał | Finał/Mecz o 3. miejsce | Poz. |
| Zawodnik                                                                                            | Faza grupowa      | Przeciwnik | Wynik      | Ćwierćfinał | Półfinał | Finał/Mecz o 3. miejsce | Poz. |
| --------------------------------------------------------------------------------------------------- | ----------------- | ---------- | ---------- | ----------- | -------- | ----------------------- | ---- |
| Mężczyźni                                                                                           |                   |            |            |             |          |                         |      |
| Rafael Casals Roy Jordi Fernández Vilarrubla Josep Oriol Fernandez Vilarrubla Cinto Gabriel Morilla | 16:10 11:20 14:20 | Litwa      | 14:19      | –           | –        | –                       |      |

### Judo
| Zawodnik           | Kategoria | Runda 1    | Runda 1 | Runda 2        | Runda 2   | 1/8 finału | Ćwierćfinał | Repasaż Półfinał | Półfinał | Repasaż Finał | Finał Walka o brąz | Poz. |
| Zawodnik           | Kategoria | Przeciwnik | Wynik   | Przeciwnik     | Wynik     | 1/8 finału | Ćwierćfinał | Repasaż Półfinał | Półfinał | Repasaż Finał | Finał Walka o brąz | Poz. |
| ------------------ | --------- | ---------- | ------- | -------------- | --------- | ---------- | ----------- | ---------------- | -------- | ------------- | ------------------ | ---- |
| Kobiety            |           |            |         |                |           |            |             |                  |          |               |                    |      |
| Laura Salles Lopez | do 63 kg  | –          | –       | Nina Milosevic | 0002-0011 | –          | –           | –                | –        | –             | –                  |      |

### Lekkoatletyka
Źródło:
| Kobiety                                                                                    |                     |                  |                  |                  |
| Silvia Felipo Sune                                                                         | 3000 m              | 11:31,43         | 11               | 4                |
| Silvia Felipo Sune                                                                         | 5000 m              | nie wystartowała | nie wystartowała | nie wystartowała |
| Maria Gomez Cabeza                                                                         | Pchnięcie kulą      | 7,41 m           | 12               | 3                |
| Maria Gomez Cabeza                                                                         | Skok o tyczce       | 2,00 m           | 9                | 5,5              |
| Clàudia Gurí Moreno                                                                        | Trójskok            | 11,90 m          | 8                | 7                |
| Clàudia Gurí Moreno                                                                        | Skok wzwyż          | 1,74 m           | 6                | 8,5              |
| Clàudia Gurí Moreno                                                                        | Skok w dal          | 5,27 m           | 11               | 4                |
| Laia Isus Vilaprino                                                                        | 800 m               | 2:20,75          | 11               |                  |
| Laia Isus Vilaprino                                                                        | 1500 m              | 4:46,10          | 9                | 6                |
| Cristina Llovera Rossell                                                                   | 100 m               | 12,34            | 8                | 7                |
| Cristina Llovera Rossell                                                                   | 200 m               | 25,61            | 10               | 5                |
| Maria Morato Canabate                                                                      | 400 m               | 1:07,92          | 14               | 1                |
| Maria Morato Canabate                                                                      | Rzut oszczepem      | 17,58 m          | 13               | 2                |
| Ainara Revuelta Pellicer                                                                   | 100 m przez płotki  | 18,72            | 11               | 4                |
| Ainara Revuelta Pellicer                                                                   | 400 m przez płotki  | 1:11,72          | 13               | 2                |
| Elena Villalon Aguado                                                                      | Rzut dyskiem        | 21,27 m          | 13               | 2                |
| Elena Villalon Aguado                                                                      | Rzut młotem         | 36,81 m          | 8                | 7                |
| Maria Gomez Cabeza Claudia Guri Moreno Cristina Llovera Rossell Maria Morato Canabate      | 4 × 100 m           | 50,76            | 8                | 7                |
| Maria Gomez Cabeza Cristina Llovera Rossell Maria Morato Canabate Ainara Revuelta Pellicer | 4 × 400 m           | 4:17,57          | 10               | 5                |
| Mężczyźni                                                                                  |                     |                  |                  |                  |
| Manuel dos Prazeres Alves Fernandes Pita                                                   | 3000 m              | 9:02,65          | 11               | 4                |
| Manuel dos Prazeres Alves Fernandes Pita                                                   | 5000 m              | 15:29,56         | 10               | 5                |
| Mikel de Sa Gomes                                                                          | 100 m               | 11,52            | 12               | 3                |
| Mikel de Sa Gomes                                                                          | 200 m               | 22,94            | 11               | 4                |
| Rodrigo Nahuel Llados Ochoa                                                                | Rzut młotem         | 35,72            | 11               | 4                |
| Rodrigo Nahuel Llados Ochoa                                                                | Rzut oszczepem      | 35,84            | 12               | 3                |
| Daniel Augusto Maciel Barbosa                                                              | 400 m               | 56,12            | 14               | 1                |
| Moises Miret Gutierrez                                                                     | Trójskok            | 11,85 m          | 13               | 2                |
| Moises Miret Gutierrez                                                                     | Skok wzwyż          | 1,75 m           | 10               | 4                |
| Moises Miret Gutierrez                                                                     | Skok w dal          | 5,86 m           | 14               | 1                |
| Pol Moya Betriu                                                                            | 800 m               | 1:54,88          | 9                | 6                |
| Pol Moya Betriu                                                                            | 1500 m              | 4:04,55          | 10               | 5                |
| Unai Olea Perez                                                                            | Rzut dyskiem        | 37,58 m          | 12               | 3                |
| Unai Olea Perez                                                                            | Pchnięcie kulą      | 10,87 m          | 13               | 2                |
| Leonard Sangra Touceda                                                                     | 110 m przez płotki  | 37,58 m          | 12               | 3                |
| Josep Sansa Bullich                                                                        | 400 m przez płotki  | 1:04,17          | 12               | 3                |
| Josep Sansa Bullich                                                                        | 3000 m przez płotki | 9:50,06          | 10               | 5                |
| Mikel de Sa Gomes Moises Miret Gutierrez Leonard Sangra Touceda Miquel Vilchez Vendrell    | 4 × 100 m           | 43,23            | 10               | 5                |
| Mikel de Sa Gomes Daniel Augusto Maciel Barbosa Pol Moya Betriu Miquel Vilchez Vendrell    | 4 × 400 m           | 3:36,47          | 12               | 3                |

### Kolarstwo

#### Kolarstwo szosowe
| Kobiety               |               |                       |                       |
| David Albos Cavaliere | Straßenrennen | nie ukończyła wyścigu | nie ukończyła wyścigu |
| David Albos Cavaliere | Einzelfahrt   | 1:07:45,73            | 32                    |

### Strzelectwo
| Zawodnik                | Klasa    | Konkurencja                | Kwalifikacje | Kwalifikacje | Finał | Finał | Poz. |
| Zawodnik                | Klasa    | Konkurencja                | Pkt.         | Poz.         | Pkt.  | Poz.  | Poz. |
| ----------------------- | -------- | -------------------------- | ------------ | ------------ | ----- | ----- | ---- |
| Kobiety                 |          |                            |              |              |       |       |      |
| Esther Barrugues Alvina | Pistolet | Pistolet pneumatyczny 10 m | 396,1        | 38           | –     | –     |      |

### Pływanie
| Zawodnik              | Konkurencja            | Kwalifikacje | Kwalifikacje | Półfinał | Półfinał | Finał | Finał | Poz. |
| --------------------- | ---------------------- | ------------ | ------------ | -------- | -------- | ----- | ----- | ---- |
| Zawodnik              | Konkurencja            | Mężczyźni    |              |          |          |       |       | Poz. |
| Eric Fernández Malvar | 50 m stylem dowolnym   | 24,82        | 52           | –        | –        | –     | –     |      |
| Eric Fernández Malvar | 100 m stylem dowolnym  | 55,58        | 62           | –        | –        | –     | –     |      |
| Eric Fernández Malvar | 50 m stylem klasycznym | 32,62        | 44           | –        | –        | –     | –     |      |